# Nichinan, Miyazaki
Nichinan (日南市 Nichinan-shi) là thành phố thuộc tỉnh Miyazaki, Nhật Bản. Tính đến ngày 1 tháng 10 năm 2020, dân số ước tính thành phố là 50.848 người và mật độ dân số là 95 người/km2. Tổng diện tích thành phố là 536,1 km2.

## Địa lý

### Khí hậu
| Dữ liệu khí hậu của Cảng Aburatsu, Nichinan | Dữ liệu khí hậu của Cảng Aburatsu, Nichinan | Dữ liệu khí hậu của Cảng Aburatsu, Nichinan | Dữ liệu khí hậu của Cảng Aburatsu, Nichinan | Dữ liệu khí hậu của Cảng Aburatsu, Nichinan | Dữ liệu khí hậu của Cảng Aburatsu, Nichinan | Dữ liệu khí hậu của Cảng Aburatsu, Nichinan | Dữ liệu khí hậu của Cảng Aburatsu, Nichinan | Dữ liệu khí hậu của Cảng Aburatsu, Nichinan | Dữ liệu khí hậu của Cảng Aburatsu, Nichinan | Dữ liệu khí hậu của Cảng Aburatsu, Nichinan | Dữ liệu khí hậu của Cảng Aburatsu, Nichinan | Dữ liệu khí hậu của Cảng Aburatsu, Nichinan | Dữ liệu khí hậu của Cảng Aburatsu, Nichinan |
| Tháng                                       | 1                                           | 2                                           | 3                                           | 4                                           | 5                                           | 6                                           | 7                                           | 8                                           | 9                                           | 10                                          | 11                                          | 12                                          | Năm                                         |
| ------------------------------------------- | ------------------------------------------- | ------------------------------------------- | ------------------------------------------- | ------------------------------------------- | ------------------------------------------- | ------------------------------------------- | ------------------------------------------- | ------------------------------------------- | ------------------------------------------- | ------------------------------------------- | ------------------------------------------- | ------------------------------------------- | ------------------------------------------- |
| Cao kỉ lục °C (°F)                          | 26.3 (79.3)                                 | 24.7 (76.5)                                 | 27.5 (81.5)                                 | 30.0 (86.0)                                 | 33.0 (91.4)                                 | 34.5 (94.1)                                 | 37.5 (99.5)                                 | 38.1 (100.6)                                | 36.2 (97.2)                                 | 32.5 (90.5)                                 | 29.9 (85.8)                                 | 24.1 (75.4)                                 | 38.1 (100.6)                                |
| Trung bình ngày tối đa °C (°F)              | 13.6 (56.5)                                 | 14.6 (58.3)                                 | 17.3 (63.1)                                 | 21.2 (70.2)                                 | 24.6 (76.3)                                 | 26.6 (79.9)                                 | 30.8 (87.4)                                 | 31.5 (88.7)                                 | 28.9 (84.0)                                 | 24.9 (76.8)                                 | 20.4 (68.7)                                 | 15.7 (60.3)                                 | 22.5 (72.5)                                 |
| Trung bình ngày °C (°F)                     | 8.9 (48.0)                                  | 10.0 (50.0)                                 | 12.9 (55.2)                                 | 16.9 (62.4)                                 | 20.6 (69.1)                                 | 23.4 (74.1)                                 | 27.2 (81.0)                                 | 27.8 (82.0)                                 | 25.3 (77.5)                                 | 20.9 (69.6)                                 | 15.9 (60.6)                                 | 10.9 (51.6)                                 | 18.4 (65.1)                                 |
| Tối thiểu trung bình ngày °C (°F)           | 4.6 (40.3)                                  | 5.6 (42.1)                                  | 8.5 (47.3)                                  | 12.6 (54.7)                                 | 16.8 (62.2)                                 | 20.6 (69.1)                                 | 24.4 (75.9)                                 | 24.9 (76.8)                                 | 22.3 (72.1)                                 | 17.4 (63.3)                                 | 12.0 (53.6)                                 | 6.6 (43.9)                                  | 14.7 (58.4)                                 |
| Thấp kỉ lục °C (°F)                         | −5.1 (22.8)                                 | −4.6 (23.7)                                 | −2.7 (27.1)                                 | 0.1 (32.2)                                  | 7.4 (45.3)                                  | 12.5 (54.5)                                 | 16.7 (62.1)                                 | 17.5 (63.5)                                 | 11.6 (52.9)                                 | 4.4 (39.9)                                  | −0.7 (30.7)                                 | −4.8 (23.4)                                 | −5.1 (22.8)                                 |
| Lượng Giáng thủy trung bình mm (inches)     | 83.9 (3.30)                                 | 132.5 (5.22)                                | 193.2 (7.61)                                | 236.7 (9.32)                                | 247.6 (9.75)                                | 564.7 (22.23)                               | 310.4 (12.22)                               | 230.8 (9.09)                                | 307.1 (12.09)                               | 227.8 (8.97)                                | 137.0 (5.39)                                | 92.1 (3.63)                                 | 2.763,8 (108.81)                            |
| Số ngày giáng thủy trung bình (≥ 1.0 mm)    | 6.4                                         | 7.7                                         | 11.3                                        | 10.7                                        | 10.6                                        | 16.6                                        | 11.4                                        | 12.4                                        | 12.4                                        | 8.8                                         | 7.8                                         | 5.6                                         | 121.7                                       |
| Độ ẩm tương đối trung bình (%)              | 63                                          | 65                                          | 67                                          | 70                                          | 74                                          | 82                                          | 80                                          | 80                                          | 78                                          | 73                                          | 71                                          | 66                                          | 72                                          |
| Số giờ nắng trung bình tháng                | 169.3                                       | 151.5                                       | 161.1                                       | 166.7                                       | 167.3                                       | 109.3                                       | 188.8                                       | 202.4                                       | 154.9                                       | 161.0                                       | 154.0                                       | 165.1                                       | 1.951,4                                     |
| Nguồn: Cục Khí tượng Nhật Bản               |                                             |                                             |                                             |                                             |                                             |                                             |                                             |                                             |                                             |                                             |                                             |                                             |                                             |

## Giao thông

### Đường sắt
JR Kyūshū - Tuyến Nichinan
- Ibii - Kitagō - Uchinoda - Obi - Nichinan -  Aburatsu - Ōdōtsu - Nangō - Taninokuchi - Yowara

### Cao tốc/Xa lộ
- Cao tốc Higashikyūshū
- Quốc lộ 220
- Quốc lộ 222
- Quốc lộ 448